# Categoría Primera A 1968
Die Categoría Primera A 1968 war die einundzwanzigste Austragung der kolumbianischen Fußballmeisterschaft. Die Meisterschaft konnte zum ersten und bisher einzigen Mal Unión Magdalena vor Deportivo Cali gewinnen. Torschützenkönig wurde wie im Vorjahr der Argentinier José María Ferrero von Millonarios mit 33 Toren.
Es nahmen die gleichen 14 Mannschaften wie im Vorjahr teil.

## Modus
Zum ersten Mal wurde die kolumbianische Fußballmeisterschaft in zwei Halbserien aufgeteilt, in Apertura und Finalización. In jeder Halbserie spielten alle Mannschaften jeweils zweimal gegeneinander. Die beiden Halbserienmeister ermittelten danach den Meister. Außerdem gab es ein Spiel um Platz 3.

## Teilnehmer
Die folgenden Vereine nahmen an der Spielzeit 1968 teil.
| Mannschaft             | Stadt        | Departamento       |
| ---------------------- | ------------ | ------------------ |
| América de Cali        | Cali         | Valle del Cauca    |
| Atlético Nacional      | Medellín     | Antioquia          |
| Atlético Bucaramanga   | Bucaramanga  | Santander          |
| Once Caldas            | Manizales    | Caldas             |
| Deportivo Cali         | Cali         | Valle del Cauca    |
| Cúcuta Deportivo       | Cúcuta       | Norte de Santander |
| Independiente Santa Fe | Bogotá       | Bogotá             |
| Junior                 | Barranquilla | Atlántico          |
| Unión Magdalena        | Santa Marta  | Magdalena          |
| Independiente Medellín | Medellín     | Antioquia          |
| Millonarios            | Bogotá       | Bogotá             |
| Deportivo Pereira      | Pereira      | Risaralda          |
| Deportes Quindío       | Armenia      | Quindío            |
| Deportes Tolima        | Ibagué       | Tolima             |

## Apertura
| Pl. | Verein                 | Sp. | S  | U  | N  | Tore    | Diff. | Punkte |
| --- | ---------------------- | --- | -- | -- | -- | ------- | ----- | ------ |
| 1.  | Unión Magdalena        | 26  | 15 | 8  | 3  | 052:300 | +22   | 38:14  |
| 2.  | Deportivo Cali (M)     | 26  | 14 | 8  | 4  | 055:340 | +21   | 36:16  |
| 3.  | Millonarios            | 26  | 14 | 7  | 5  | 056:310 | +25   | 35:17  |
| 4.  | Junior                 | 26  | 14 | 7  | 5  | 054:310 | +23   | 35:17  |
| 5.  | Santa Fe               | 26  | 13 | 6  | 7  | 057:420 | +15   | 32:20  |
| 6.  | América de Cali        | 26  | 11 | 9  | 6  | 043:280 | +15   | 31:21  |
| 7.  | Independiente Medellín | 26  | 8  | 12 | 6  | 026:270 | −1    | 28:24  |
| 8.  | Deportivo Pereira      | 26  | 8  | 9  | 9  | 037:380 | −1    | 25:27  |
| 9.  | Once Caldas            | 26  | 8  | 7  | 11 | 037:430 | −6    | 23:29  |
| 10. | Atlético Bucaramanga   | 26  | 9  | 3  | 14 | 036:370 | −1    | 21:31  |
| 11. | Deportes Quindío       | 26  | 5  | 8  | 13 | 034:590 | −25   | 18:34  |
| 12. | Atlético Nacional      | 26  | 5  | 6  | 15 | 024:470 | −23   | 16:36  |
| 13. | Cúcuta Deportivo       | 26  | 2  | 10 | 14 | 026:540 | −28   | 14:38  |
| 14. | Deportes Tolima        | 26  | 4  | 4  | 18 | 026:620 | −36   | 12:40  |

| (M) | Meister 1967: Deportivo Cali |

## Finalización
| Pl. | Verein                 | Sp. | S  | U  | N  | Tore    | Diff. | Punkte |
| --- | ---------------------- | --- | -- | -- | -- | ------- | ----- | ------ |
| 1.  | Deportivo Cali (M)     | 26  | 14 | 10 | 2  | 050:270 | +23   | 38:14  |
| 2.  | América de Cali        | 26  | 15 | 6  | 5  | 046:260 | +20   | 36:16  |
| 3.  | Junior                 | 26  | 16 | 3  | 7  | 055:370 | +18   | 35:17  |
| 4.  | Millonarios            | 26  | 12 | 8  | 6  | 046:320 | +14   | 32:20  |
| 5.  | Once Caldas            | 26  | 11 | 7  | 8  | 047:420 | +5    | 29:23  |
| 6.  | Atlético Bucaramanga   | 26  | 12 | 5  | 9  | 038:360 | +2    | 29:23  |
| 7.  | Santa Fe               | 26  | 10 | 6  | 10 | 045:470 | −2    | 26:26  |
| 8.  | Independiente Medellín | 26  | 9  | 7  | 10 | 032:360 | −4    | 25:27  |
| 9.  | Atlético Nacional      | 26  | 9  | 6  | 11 | 034:290 | +5    | 24:28  |
| 10. | Unión Magdalena        | 26  | 9  | 5  | 12 | 034:450 | −11   | 23:29  |
| 11. | Cúcuta Deportivo       | 26  | 6  | 10 | 10 | 027:290 | −2    | 22:30  |
| 12. | Deportes Tolima        | 26  | 5  | 7  | 14 | 025:440 | −19   | 17:35  |
| 13. | Deportivo Pereira      | 26  | 3  | 10 | 13 | 038:510 | −13   | 16:36  |
| 14. | Deportes Quindío       | 26  | 5  | 2  | 19 | 025:610 | −36   | 12:40  |

| (M) | Meister 1967: Deportivo Cali |

## Spiel um Platz 3
| Datum                                         |             | Ergebnis |             | Ort          |
| --------------------------------------------- | ----------- | -------- | ----------- | ------------ |
| 12.12.1968                                    | Millonarios | 2:1      | Junior      | Bogotá       |
| 15.12.1968                                    | Junior      | 4:4      | Millonarios | Barranquilla |
| Gesamt:                                       | Millonarios | 6:5      | Junior      |              |
| damit erreichte Millonarios den dritten Platz |             |          |             |              |

## Finale
| Datum                               |                 | Ergebnis |                 | Ort         |
| ----------------------------------- | --------------- | -------- | --------------- | ----------- |
| 12.12.1968                          | Deportivo Cali  | 0:1      | Unión Magdalena | Cali        |
| 15.12.1968                          | Unión Magdalena | 2:2      | Deportivo Cali  | Santa Marta |
| Gesamt:                             | Deportivo Cali  | 2:3      | Unión Magdalena |             |
| damit wurde Unión Magdalena Meister |                 |          |                 |             |

## Gesamttabelle
| Pl. | Verein                 | Sp. | S  | U  | N  | Tore    | Diff. | Punkte |
| --- | ---------------------- | --- | -- | -- | -- | ------- | ----- | ------ |
| 1.  | Deportivo Cali (M)     | 54  | 28 | 19 | 7  | 107:640 | +43   | 75:33  |
| 2.  | Junior                 | 54  | 30 | 11 | 13 | 114:740 | +40   | 71:37  |
| 3.  | Millonarios            | 54  | 27 | 16 | 11 | 108:680 | +40   | 70:38  |
| 4.  | América de Cali        | 52  | 26 | 15 | 11 | 089:540 | +35   | 67:37  |
| 5.  | Unión Magdalena        | 54  | 25 | 14 | 15 | 089:770 | +12   | 64:44  |
| 6.  | Santa Fe               | 52  | 23 | 12 | 17 | 102:890 | +13   | 58:46  |
| 7.  | Independiente Medellín | 52  | 17 | 19 | 16 | 058:630 | −5    | 53:51  |
| 8.  | Once Caldas            | 52  | 19 | 14 | 19 | 084:850 | −1    | 52:52  |
| 9.  | Atlético Bucaramanga   | 52  | 21 | 8  | 23 | 074:730 | +1    | 50:54  |
| 10. | Deportivo Pereira      | 52  | 11 | 19 | 22 | 075:890 | −14   | 41:63  |
| 11. | Atlético Nacional      | 52  | 14 | 12 | 26 | 058:760 | −18   | 40:64  |
| 12. | Cúcuta Deportivo       | 52  | 8  | 20 | 24 | 053:830 | −30   | 36:68  |
| 13. | Deportes Quindío       | 52  | 10 | 10 | 32 | 059:120 | −61   | 30:74  |
| 14. | Deportes Tolima        | 52  | 9  | 11 | 32 | 051:106 | −55   | 29:75  |

| (M) | Meister 1967: Deportivo Cali |

## Torschützenliste
Bei gleicher Anzahl von Treffern sind die Spieler alphabetisch geordnet.
| Pl. | Spieler               | Mannschaft     | Tore |
| --- | --------------------- | -------------- | ---- |
| 1.  | José María Ferrero    | Millonarios    | 38   |
| 2.  | Alfonso Cañón         | Santa Fe       | 25   |
| 2.  | Jorge Ramírez Gallego | Deportivo Cali | 25   |